# Isha Koppikar
Isha Koppikar (in hindī ईशा कोप्पिकर, Īśā Kōppikara; in telugu ఇషా కొప్పికర్, Iṣā Koppikar; Bombay, 19 settembre 1976) è un'attrice e modella indiana.
Ha cambiato la traslitterazione del suo nome per due volte: dapprima Ishaa Koppikar, poi Eesha Koppikhar, per poi tornare, dal 2015, alla traslitterazione originaria.

## Biografia

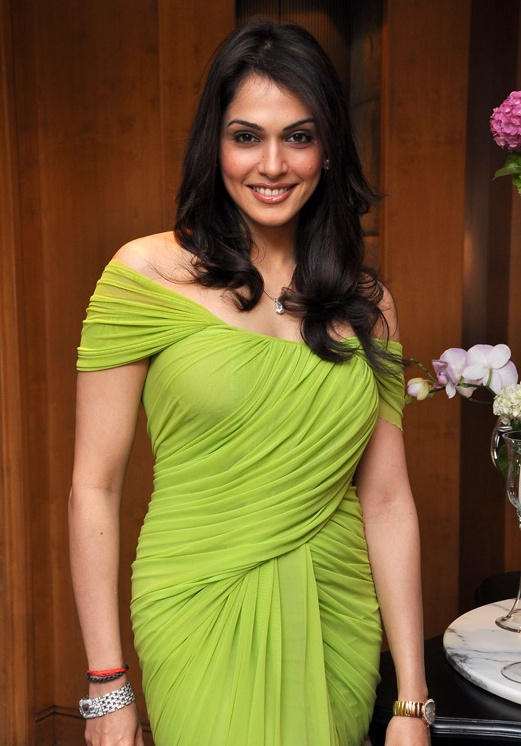
Isha Koppikar nel 2013

Mentre studiava al Ramnarain Ruia College di Mumbai, Isha Koppikar aveva posato per il fotografo Gautam Rajadhyaksh, e grazie a ciò cominciò a lavorare come modella: ha posato per, tra le altre, L'Oréal, Coca-Cola, Rexona, Camay. Nel 1995 ha partecipato a Miss India, aggiudicandosi il titolo di Miss Talent Crown.
Ha esordito come attrice nel 1997 nel film Telugu W/o V. Vara Prasad mentre nel corso dell'anno successivo ha esordito in un film in lingua tamil, Kadhal Kavidhai, seguito un anno dopo da En Swasa Katre. Successivamente ha recitato anche in film in lingua hindi (e le produzioni di Bollywood sono le più numerose), kannada e marathi.
Il primo grande successo fu grazie al film Company, quando il regista Ram Gopal Varma le affidò l'item number sulle note del brano Khallas: il successo fu tale da valerle il soprannome di Khallas Girl che l'ha accompagnata per tutta la carriera.

## Vita privata

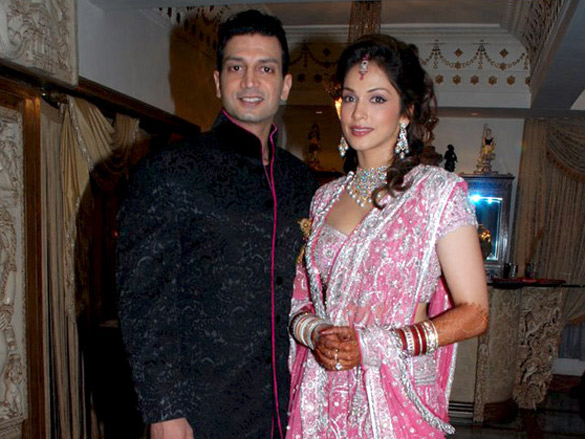
Koppikar con l'allora marito Timmy Narang

È stata legata sentimentalmente all'attore Inder Kimaru.
Nel 2009 ha sposato l'imprenditore Timmy Narang, dal quale ha avuto una figlia. La coppia ha divorziato nel novembre 2023.
È cintura nera di taekwondo e pratica anche l'hapkido.

## Filmografia parziale

### Cinema
- W/o V. Vara Prasad, regia di Vamsy (1997)
- Ek Tha Dil Ek Thi Dhadkhan, regia di Shahrukh Mirza e Shahrukh Sultan (1998)
- Chandralekha, regia di Krishna Vamsi (1998)
- Kadhal Kavidhai, regia di Agasthian (1998)
- En Swasa Katre, regia di K.S. Ravi (1999)
- Nenjinile, regia di S.A. Chandrashekhar (1999)
- Surya Vamsha, regia di S. Narayan (1999)
- Fiza, regia di Khalid Mohammed (2000)
- O Nanna Nalle, regia di V. Ravichandran (2000)
- Aamdani Atthanni Kharcha Rupaiya, regia di K. Raghavendra Rao e A.S. Ravindra Babu (2001)
- Company, regia di Ram Gopal Varma (2002)
- Kaante, regia di Sanjay Gupta (2002)
- Tujhe Meri Kasam, regia di Vijay K. Bhaskar (2003)
- Qayamat: City Under Threat, regia di Harry Baweja (2003)
- Pinjar: Beyond Boundaries..., regia di Chandra Prakash Dwivedi (2003)
- Darna Mana Hai, regia di Prawaal Raman (2003)
- Io & tu - Confusione d'amore (Hum Tum), regia di Kunal Kohli
- Girlfriend, regia di Karan Razdan (2004)
- Inteqam: The Perfect Game, regia di Pankaj Parashar
- Kyaa Kool Hai Hum, regia di Sangeeth Sivan (2005)
- D, regia di Vishram Sawant (2005)
- Haseena: Smart, Sexy, Dangerous, regia di Vicky Ranawat (2006)
- Don: The Chase Begins Again (Don), regia di Farhan Akhtar (2006)
- Salaam-E-Ishq, regia di Nikkhil Advani (2007)
- Una coppia voluta da Dio (Rab Ne Bana Di Jodi), regia di Aditya Chopra (2008)
- Right Yaaa Wrong, regia di Neeraj Pathak (2010)
- Hello Darling, regia di Manoj Shidheshwari Tiwari (2010)
- Shabri, regia di Lalit Marathe (2011)
- Keshava, regia di Sudheer Varma (2017)
- FU: Friendship Unlimited, regia di Mahesh Manjrekar (2017)
- Kavacha, regia di Gvr Vasu e Nagi Reddy Bada (2019)
- Love You Loktantra, regia di Abhay Nihalani e Prasanta Sahoo (2022)
- Ayalaan, regia di R. Ravikumar (2024)

### Televisione
- Lovely Da Dhaba - serie TV, 6 episodi (2019)
- Fixerr - serie TV, 12 episodi (2019)
- Dhahanam - serie TV, 6 episodi (2022)